# August Wilhelm von Preußen (1887–1949)

„Auwi“ als SA-Gruppenführer, vor 1938

August Wilhelm Heinrich Günther Viktor Prinz von Preußen (* 29. Januar 1887 in Potsdam; † 25. März 1949 in Stuttgart) war als Sohn Wilhelms II. ein Angehöriger der Kaiserfamilie Hohenzollern. Unter dem Kurznamen „Auwi“ wurde er in der Endphase der Weimarer Republik und der frühen Zeit des Nationalsozialismus durch sein begeistertes Eintreten für Adolf Hitler und den Nationalsozialismus zu einer bekannten Figur.

## Leben

### Kaiserreich

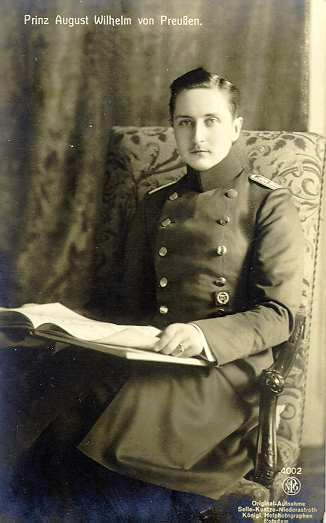
Prinz August Wilhelm (um 1905)

Prinz August Wilhelm kam als vierter Sohn des späteren Deutschen Kaisers Wilhelm II. und dessen Gemahlin Auguste Viktoria von Schleswig-Holstein-Sonderburg-Augustenburg im Potsdamer Stadtschloss zur Welt. Seine Kindheit und Jugend verbrachte er mit seinen Geschwistern im Potsdamer Neuen Palais, seine Schulzeit im Plöner Prinzenhaus. Er studierte an der Rheinischen Friedrich-Wilhelms-Universität und wohnte in der eigens angekauften Kronprinzenvilla. Bei Borussia Bonn war er erst Konkneipant (CK), dann Corpsschleifenträger (Austritt 1934). Er wechselte an die Friedrich-Wilhelms-Universität zu Berlin und die Kaiser-Wilhelms-Universität Straßburg. 1907 wurde er „auf äußerst dubiose Weise“ zum Dr. rer. pol. promoviert. Die Dissertation bei Gustav von Schmoller hatte größtenteils Friedrich Wolters geschrieben.
Am 22. Oktober 1908 heiratete August Wilhelm im Berliner Stadtschloss seine Cousine Prinzessin Alexandra Viktoria von Schleswig-Holstein-Sonderburg-Glücksburg. Eigentlich sollte das Paar Schloss Schönhausen bei Berlin beziehen; es änderte seine Pläne aber, als sich August Wilhelms Vater dazu entschloss, seinem Sohn die im Park Sanssouci gelegene Villa Liegnitz zu überlassen. Als einziges Kind des Paares kam Prinz Alexander Ferdinand von Preußen († 12. Juni 1985) am 2. Weihnachtstag 1912 zur Welt. Das Potsdamer Haus des Prinzenpaares entwickelte sich zu einem Treffpunkt von Künstlern und Gelehrten.
Im Ersten Weltkrieg war August Wilhelm zunächst an der Westfront und später im Osten Ordonnanzoffizier in der Etappe, 1914 brach er sich auf einer Auto-Meldefahrt das Bein und war für längere Zeit dienstunfähig. Im weiteren Verlauf des Krieges erwies er sich als ungeeignet für militärische Aufgaben und wurde mit Tätigkeiten in der Zivilverwaltung der besetzten Gebiete im Osten betraut. Im Juni 1918 wurde ihm die Stelle des Landrats des Kreises Ruppin mit Amts- und Wohnsitz im Schloss Rheinsberg in Aussicht gestellt unter der Voraussetzung, vorher das Referendarexamen abzulegen. Durch den Zerfall der Monarchie und des Kaiserreichs im Herbst 1918 kamen diese Vorhaben nicht zustande.
Sein persönlicher Adjutant Hans Georg von Mackensen, mit dem er bereits seit seiner Jugend eng befreundet war, spielte eine große Rolle im Leben des Prinzen. Der Historiker Lothar Machtan betrachtet diese als Ausdruck von „ausgeprägten homosexuellen Neigungen“. Seine Ehe mit Alexandra Viktoria scheiterte, weil diese eine Beziehung mit einem Bediensteten einging. Zu einer formalen Scheidung kam es jedoch wegen des Widerspruchs des Vaters, Kaiser Wilhelms II., zunächst nicht. Die Eheleute trennten sich kurz nach Kriegsende und ließen sich im März 1920 scheiden. Das Sorgerecht für den gemeinsamen Sohn wurde August Wilhelm zugesprochen.
Alfred Haehner, Leibarzt des Kaisers im Exil, charakterisierte August Wilhelm 1919 nach einem Besuch in Amerongen in einem Tagebucheintrag:

„Er sah für mich fast aus wie ein fein gemachter Friseur oder Ladenschwengel. Sehr wenig Männlichkeit im ganzen Wesen, dagegen recht weibisch mit viel Schmuck behangen. Die kleinen Finger beider Hände sind über das ganze unterste Glied mit Ringen besetzt, neben Ringen an anderen Fingern, an jedem Arm ein Schmuckarmband. […] Der Kaiser mag diesen Sohn anscheinend sehr wenig.“

### Weimarer Republik
Nach seiner Scheidung und der Heirat des Freundes Hans Georg von Mackensen mit Winifred von Neurath, der Tochter Konstantin von Neuraths, lebte August Wilhelm wieder zurückgezogen in seiner Potsdamer Villa. Er nahm Zeichenunterricht bei Arthur von Kampf. Der Verkauf seiner Bilder sicherte ihm eine zusätzliche Einnahmequelle.
August Wilhelm trat dem deutsch-nationalen paramilitärischen Frontkämpferbund „Stahlhelm“ bei. Ab 1929 nahm er Kontakt mit den Nationalsozialisten auf. Zum 1. April 1930 trat er in die NSDAP ein (Mitgliedsnummer 24), wobei er die niedrige Nummer „ehrenhalber“ auf Adolf Hitlers ausdrücklichen Wunsch erhielt. Am 4. Juni 1931 trat er in die Sturmabteilung (SA) ein und erhielt dort im November 1931 den Rang eines Standartenführers. Linke Druckmedien verspotteten den Prinzen wegen seiner Anbiederung an den Nationalsozialismus und seiner Verehrung für Adolf Hitler als „Braunhemdchen Auwi“. Der Prinz gehörte mittelbar innerhalb der NS-Strukturen zur SA-Gruppe Berlin-Brandenburg und war dem Stab der Obersten SA-Führung zugeteilt.

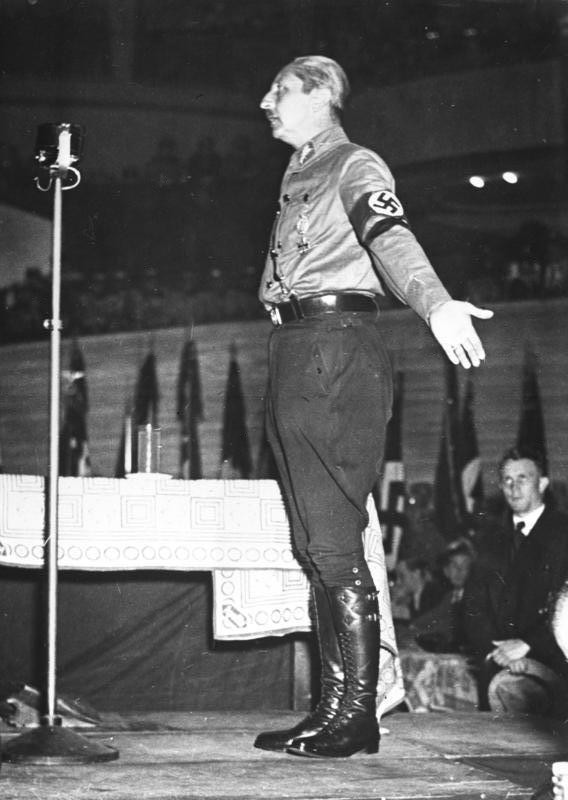
August Wilhelm im Berliner Sportpalast (1932)

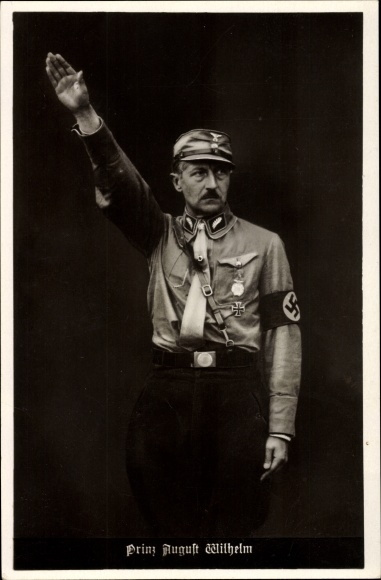
Postkarte von Prinz August Wilhelm als SA-Standartenführer mit Hitlergruß.

Wilhelm II. erklärte seinem Enkel Louis Ferdinand 1932 in einem Brief, er habe August Wilhelm ausnahmsweise die Betätigung in der NSDAP gestattet, weil Hitler „der Führer einer starken, nationalen Bewegung“ sei, „gleichgültig, ob uns diese Bewegung in allen Einzelheiten gefällt oder nicht. Das, was er führt, verkörpert nationale Energie“, und nur diese könne „uns Deutsche wieder aufwärts führen […]. Besondere Zeiten und Umstände erheischen besondere Maßnahmen“.
Als Vertreter des einstigen preußischen Königs- und deutschen Kaiserhauses wurde er für die Nationalsozialisten ein wichtiger Stimmenfänger bei den Wahlen – „als Zuschauermagnet, als Agitator und natürlich als Werbeträger in Sachen Seriosität“ – eingesetzt, z. B. als Spitzenkandidat der NSDAP für die preußische Landtagswahl am 24. April 1932 oder als Wahlredner neben Hitler, den er bei seinen Deutschlandflügen zur selben Zeit begleitete. Durch seine Auftritte auf Massenkundgebungen der NSDAP sprach er Bevölkerungsgruppen an, die dem Nationalsozialismus gegenüber eher zurückhaltend waren, und machte sie glauben, dass „Hitler eben keine Bedrohung, sondern ein Wohltäter für das deutsche Volk und Reich sei“.

### Zeit des Nationalsozialismus
Im Zuge der Machtergreifung wurde August Wilhelm 1933 in seiner Eigenschaft als SA-Obergruppenführer Mitglied des neuformierten Preußischen Staatsrats sowie Abgeordneter im Reichstag. Auch saß er von 1933 bis 1946 im Senat der Kaiser-Wilhelm-Gesellschaft zur Förderung der Wissenschaften.
Im September 1933 beteiligte er sich als SA-Führer am Rachemord an Albrecht Höhler, der wegen des tödlichen Überfalls auf Horst Wessel in Haft war. Die NS-Führung verlor bald nach ihrer Etablierung das Interesse an einem Hohenzollern-Prinzen, während dieser selbst insgeheim hoffte, „daß Hitler ihn oder seinen Sohn Alexander eines Tages auf den vakanten Kaiserthron hieven würde“. So wurde August Wilhelm im Frühjahr 1934 der direkte Zugang zu Hitler verweigert; im Sommer geriet er durch den Röhm-Putsch ins politische Abseits, was seine Hitlerverehrung jedoch nicht schmälerte. Für führende Nationalsozialisten wie Joseph Goebbels war er ein „gutmütiger, aber etwas doofer Junge“, für Hermann Göring ein „Hanswurst“. 1934 trat er aus dem Corps Borussia Bonn aus, zum 15. Februar 1939 aus dem Johanniterorden. Bereits am 9. November 1938 wurde er zum Obergruppenführer, dem zweithöchsten Dienstgrad der SA, ernannt. Wegen abfälliger Bemerkungen über Goebbels am Rande einer Vortragsreise im Elsass denunziert, wurde August Wilhelm im November 1942 mit einem Redeverbot belegt. Er lebte in Potsdam, beschützt von seinem Freund, dem örtlichen Polizeipräsidenten Heinrich von Kozierowski, den er gelegentlich als Denunziant unterstützt haben soll.
Anfang Februar 1945 flüchtete August Wilhelm vor der herannahenden Roten Armee in Begleitung der ehemaligen Kronprinzessin Cecilie nach Kronberg im Taunus zu Margarete Landgräfin von Hessen, einer Schwester seines Vaters.

### Nach 1945
Im Zuge der Kapitulation der Wehrmacht wurde August Wilhelm von Preußen am 8. Mai 1945 durch US-amerikanische Truppen verhaftet und auf dem Gelände der Flak-Kaserne Ludwigsburg inhaftiert. Wegen seiner aktiven Mitgliedschaft in NSDAP und SA wurde er zu drei Jahren Lagerhaft verurteilt. Auf die Frage im Spruchkammerverfahren von 1948, ob er wenigstens inzwischen den Nationalsozialismus ablehne, fragte er verständnislos: „Wie bitte?“
Und auf die Frage des Vorsitzenden „Und die Konzentrationslager?“ antwortete der Prinz: „Da habe ich nur 1934 Buchenwald gesehen. Das war weit besser als das, in dem ich die letzten drei Jahre als Internierter gesessen habe. In Bezug auf Unterkunft, Sauberkeit, Essen, Bekleidung und auch auf die gärtnerischen Anlagen.“
Er wurde durch die Spruchkammer des Internierungslagers Ludwigsburg in die Gruppe der Belasteten eingestuft und zu zweieinhalb Jahren Arbeitslager verurteilt. Durch die seit dem 8. Mai 1945 bestehende Haft in der Internierung wurde die Strafe aber als verbüßt angesehen.
Sofort nach August Wilhelms Haftentlassung waren aber neue Verfahren gegen ihn anhängig. So lag u. a. vom Amtsgericht Potsdam ein Haftbefehl gegen den Kaisersohn vor. Zur Vollstreckung des Haftbefehls und zur Einleitung der Verfahren kam es jedoch nicht mehr. August Wilhelm Prinz von Preußen erkrankte schwer und starb in einem Krankenhaus in Stuttgart  an Lungenkrebs. Er wurde in Langenburg auf dem Friedhof der Fürsten von Hohenlohe-Langenburg beigesetzt.

## Nachkommen

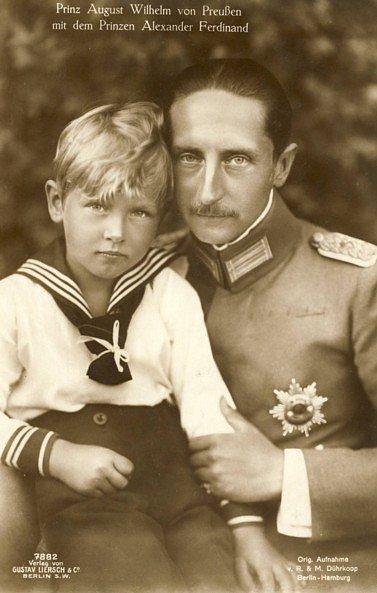
August Wilhelm mit seinem Sohn Alexander Ferdinand.

August Wilhelm hatte mit seiner Frau einen Sohn:
- Alexander Ferdinand von Preußen, Alexander Ferdinand Albrecht Achilles Wilhelm Joseph Viktor Karl Feodor (* 26. Dezember 1912; † 12. Juni 1985) ⚭ 1938 Armgard Weygand (1912–2001). Nachkommen:
  - Stephan von Preußen, Stephan Alexander Dieter Friedrich (* 30. September 1939; † 12. Februar 1993) 1. ⚭ 1964–1976 Heide Schmidt (* 1939); sie haben eine Tochter und vier Enkelkinder. 2. ⚭ 1981–1985 Hannelore-Maria Kerscher (* 1952); Nachkommen:
    - Stephanie von Preußen, Stephanie Viktoria-Luise (* 21. September 1966) ⚭ 1991–1999 Amadi Mbaraka Bao (* 1958 in Tansania) (vier Kinder)

### Genealogie
- Hans Friedrich von Ehrenkrook, Jürgen von Flotow: Genealogisches Handbuch der Fürstlichen Häuser. Band I, Band 1 der Gesamtreihe GHdA, I. Abt. C. A. Starke, Glücksburg (Ostsee) 1951, S. 117–118. ISSN 0435-2408
- Gothaisches Genealogisches Taschenbuch der Fürstlichen Häuser (Hofkalender) 1942. Jg. 179. Justus Perthes, Gotha 1941, S. 80, google.de/books; S. 422. google.de/books
- Volker Ullrich: Parteigenosse 24. Wie der Prinz und SA-Führer August Wilhelm von Preußen half, den deutschen Hochadel für den Nationalsozialismus zu begeistern. In: Die Zeit, Nr. 26/2006.
- Tilman Krause: Braunhemdchen Auwi. Lothar Machtans interessant mißlungene, gleichwohl hochspannende Biographie des Nazi-Hohenzollern Prinz August Wilhelm. In: Die Welt, 24. Juni 2006.